# المجلس الأعلى للمرأة
تأسس المجلس الأعلى للمرأة في البحرين في 22 أغسطس 2001 بموجب الأمر الأميري رقم (44) لسنة 2001. لاحقًا، تم تعديل اختصاصاته وتنظيمه بموجب عدة أوامر ملكية وأميرية، منها:
- الأمر الأميري رقم (55) لسنة 2001.
- الأمر الأميري رقم (2) لسنة 2002.
- الأمر الملكي رقم (36) لسنة 2004.

يُعد المجلس الجهة الرسمية المعنية بقضايا المرأة في البحرين، ويهدف إلى تعزيز دورها في المجتمع وتمكينها من المشاركة الفاعلة في مختلف المجالات. كما يعمل على تطوير التشريعات والسياسات الوطنية الداعمة لحقوق المرأة، وتحقيق تكافؤ الفرص والمساواة بين الجنسين، بما يتماشى مع رؤية البحرين الوطنية للتنمية المستدامة.

## التبعية
ينشأ مجلس يسمى "المجلس الأعلى للمرأة " يتبع الملك حمد بن عيسى بن سلمان آل خليفة تكون له شخصيته الاعتبارية ويعتبر المجلس المرجع لدى جميع الجهات الرسمية فيما يتعلق بشئون المرأة. ويكون مقره مدينة الرفاع، ويختص في إبداء الرأي والبت في الأمور المرتبطة بمركز المرأة بصفة مباشرة أو غير مباشرة. وعلى كافة الجهات الرسمية أخذ رأي المجلس الأعلى للمرأة قبل اتخاذ أي إجراء أو قرار بذلك.

## الرئاسة
ترأس الأميرة سبيكة بنت إبراهيم آل خليفة المجلس والذي يتكون من عدد لا يقل عن (16) عضواً من الشخصيات النسائية العامة وذوات الخبرة في شئون المرأة والأنشطة المختلفة المتعلقة بهذا الشأن. وتكون مدة عضويتهن ثلاث سنوات قابلة للتجديد، ويصدر أمر ملكي بتعيين أعضاء المجلس، ويكون لسموها القرار في اختيار نائبة لرئيسة المجلس.

## الرؤية
شراكة متكافئة لبناء مجتمع تنافسي مستدام.

## الرسالة
تتمثل في تمكين المرأة البحرينية وإدماج احتياجاتها في برامج التنمية بما يضمن استدامة استقرارها الأسري وترابطها العائلي، وتعزيز مبدأ تكافؤ الفرص لضمان تنافسية المرأة البحرينية واستمرارية تعلمها مدى الحياة، وضمان تعدد وتنوع الخيارات المتاحة للمرأة البحرينية للارتقاء بجودة حياتها في إطار من التشريعات والسياسات الداعمة، والتكامل مع الحلفاء والشركاء في العمل المؤسسي للارتقاء بأوضاع المرأة، إضافة إلى بناء بيت خبرة متخصص في شئون المرأة يتميز بمواصفات ومعايير عالمية وكفاءات وخبرات وطنية.

## اختصاصات المجلس
- اقتراح السياسة العامة في مجال تنمية وتطوير شئون المرأة في مؤسسات المجتمع الدستورية والمدنية.
- تمكين المرأة من أداء دورها في الحياة العامة وإدماج جهودها في برامج التنمية الشاملة مع مراعاة عدم التمييز ضدها.
- وضع مشروع خطة وطنية للنهوض بالمرأة وحل المشكلات التي تواجهها في كافة المجالات.
- تفعيل المبادئ الواردة في ميثاق العمل الوطني ودستور مملكة البحرين فيما يتعلق بالمرأة ووضع الآليات المناسبة لذلك بالتعاون مع الوزارات والمؤسسات الرسمية ومؤسسات المجتمع المدني.
- متابعة وتقييم تنفيذ السياسة العامة في مجال المرأة والتقدم بما يكون لدى المجلس من مقترحات وملاحظات للجهات المختصة في هذا الشأن.
- تقديم الاقتراحات بتعديل التشريعات الحالية المتعلقة بالمرأة وإبداء الرأي في مشروعات القوانين واللوائح والقرارات المتعلقة بها قبل عرضها على السلطة المختصة، والتوصية باقتراح مشروعات القوانين والقرارات اللازمة للنهوض بأوضاع المرأة.
- متابعة تطبيق القوانين واللوائح والقرارات والاتفاقيات الدولية ذات الصلة بالمرأة للتأكد من تنفيذها بما يحقق عدم التمييز ضد المرأة ومتابعة تنفيذ البرامج التي جرى تبنيها في الخطط والبرامج الحكومية الخاصة بالمرأة.
- المشاركة في اللجان والهيئات الرسمية التي تشكلها الحكومة في كل ما يتعلق بقضايا المرأة بشكل مباشر أو غير مباشر.
- تمثيل المرأة البحرينية في المحافل والمنظمات العربية والدولية المعنية بشئون المرأة والدخول معها في اتفاقيات تعاون وبرامج مشتركة.
- إنشاء مركز توثيق لجمع المعلومات والبيانات والدراسات المتعلقة بالمرأة وإجراء الدراسات والبحوث في هذا المجال.
- عقد المؤتمرات والندوات وحلقات النقاش لبحث الموضوعات الخاصة بالمرأة.
- توعية المجتمع بدور المرأة وبحقوقها وواجباتها وذلك من خلال استخدام الآليات المناسبة.
- إصدار النشرات والمجلات والمواد المطبوعة والإلكترونية ذات العلاقة بأهداف المجلس واختصاصاته.
- الموضوعات والمهمات التي يحيلها أو يوكلها الملك للمجلس.